# Sangaku (música)
Sangaku es un género de música popular de origen chino asociada en su origen a espectáculos de entretenimiento y saltimbanquis que fue incorporada en el repertorio del Tōgaku (唐楽), música importada desde China desde la dinastía Sui (598-618) y los primeros tiempos de la dinastía Tang (618-906).